# Super Colossal
„Super Colossal“ е инструментален рок албум на американския китарист Джо Сатриани, издаден през 2006 г. Песента „Crowd Chant“ първоначално е била наречена „Party On The Enterprise“. В нея били включени звуци от кораба Ентърпрайс от телевизионния сериал „Стар Трек“. Поради законови пречки, които нямало как да бъдат преодолени, звуците не са използвани, а песента е наречена „Crowd Chant“. Тя е използвана при домакински мачове от хокейния отбор Минесота Уинд, когато отборът отбележи гол.

## Състав
- Джо Сатриани – китари, бас, клавишни
- Джеф Кампители – барабани и перкусия (освен на песни от 6 до 9)
- Саймън Филипс – барабани (на песни от 6 до 9)
- Ерик Клодьо – редактиране и звуково оформление

|  | Тази страница частично или изцяло представлява превод на страницата Super Colossal в Уикипедия на английски. Оригиналният текст, както и този превод, са защитени от Лиценза „Криейтив Комънс – Признание – Споделяне на споделеното“, а за съдържание, създадено преди юни 2009 година – от Лиценза за свободна документация на ГНУ. Прегледайте историята на редакциите на оригиналната страница, както и на преводната страница, за да видите списъка на съавторите. ВАЖНО: Този шаблон се отнася единствено до авторските права върху съдържанието на статията. Добавянето му не отменя изискването да се посочват конкретни източници на твърденията, които да бъдат благонадеждни. |